# 18287 Verkin
18287 Verkin este un asteroid din centura principală de asteroizi.

## Descriere
18287 Verkin este un asteroid din centura principală de asteroizi. A fost descoperit pe 3 octombrie 1975 la Observatorul de Astrofizică din Crimeea de Liudmila Cernîh. Asteroidul prezintă o orbită caracterizată de o semiaxă mare de 2,27 ua, o excentricitate de 0,05 și o înclinație de 8,8° în raport cu ecliptica.